# Muhamet Dibra
Muhamet Dibra (* 31. Oktober 1923 in Shkodra; † 1. Januar 1998 ebenda) war ein albanischer Fußballspieler.

## Karriere

### Verein
Dibra begann seine Fußballlaufbahn beim Verein Dudas in Shkodra. Später spielte er für KS Vllaznia Shkodra, mit dem er die albanische Meisterschaft in den Jahren 1945, 1946 und 1948 gewann. Anschließend wechselte er zu FK Partizani Tirana, wo er bis 1953 aktiv war.

### Nationalmannschaft
Zwischen 1946 und 1953 war Dibra Mitglied der albanischen Nationalmannschaft und absolvierte insgesamt 19 Länderspiele. Er war Teil des Teams, das 1946 den Balkan-Cup gewann.